# 2060 Quíron
2060 Quíron  é um corpo menor do Sistema Solar externo. Foi descoberto em 1977 por Charles T. Kowal (em imagens precovery o objeto foi identificado e o seu movimento aparente possível de ser acompanhado recuando até 1895).
Embora Quíron tenha sido originalmente classificado como um asteroide, descobriu-se que possui um comportamento típico de cometas. Foi o primeiro membro conhecido de uma classe de objetos actualmente denominados centauros, que têm órbitas entre Saturno e Urano e que partilham características com asteroides e cometas. Por essa razão, alguns destes corpos possuem uma designação oficial de asteroide e outra relativa aos cometas; no caso de Quíron, 2060 Quíron e 95P/Quíron, respectivamente. O nome próprio associado à sua designação oficial refere-se ao centauro Quíron da mitologia grega e foi mais tarde sugerido que nomes de centauros mitológicos passassem a ser atribuídos exclusivamente a objetos desta classe.
Mike Brown lista esse objeto em seu site como um possível planeta anão com um diâmetro medido de 206 quilômetros. Outros centauros com diâmetros medidos listados como possíveis planetas anões incluem 10199 Cáriclo e 65489 Ceto.

## Descoberta e nomeação
Quando Quíron foi descoberto, em 18 de outubro de 1977, por Charles T. Kowal a partir de imagens tiradas duas semanas antes no Observatório Palomar, encontrava-se perto do seu afélio e tornou-se no asteroide mais distante conhecido, chegando a ser considerado, pela imprensa da época, o décimo planeta do Sistema Solar. Recebeu a designação temporária 1977UB e, depois de ter sido identificado em diversas imagens mais antigas — foi possível, através do método precovery, acompanhar a sua posição até 1895 — a sua órbita foi determinada com precisão.
Apesar de ter atingido o afélio em 1945, não havia sido descoberto por nessa altura não existirem pesquisas dedicadas a procurar asteroides, nem os modernos métodos usados para detectar, de forma automática, objetos que se movem tão lentamente na esfera celeste.

## Características físicas
O espectro visível e de infravermelho próximo de Quíron é neutro, e similar ao dos asteroides tipo C e ao núcleo do cometa Halley.
O tamanho estimado de um objeto desta natureza depende da sua magnitude absoluta e do seu albedo. Em 1984 Lebofsky calculou o diâmetro de Quíron em 180 km mas estimativas da década de 1990 sugeriram um diâmetro próximo de 150 km. Dados da ocultação de um asteroide em 1993 pareciam confirmar os estudos de Lebofsky mas em 2007, a partir de registos efetuados com o telescópio espacial Spitzer calculou-se que o diâmetro de Quíron se aproxime de 233 ± 14 km, pelo que pode ser maior que 10199 Cáriclo.
O período de rotação de Quíron é de 5,917813 horas, um valor determinado observando sua curva de luz.

### Comportamento cometário
Em fevereiro de 1988, a 12 UA do Sol, o seu brilho aumentou em 75%, uma característica típica dos cometas, mas não de asteroides. Outras observações em abril de 1989 mostraram que desenvolveu uma coma, e uma cauda foi detectada em 1993. Quíron difere dos outros cometas pelo fato de a água não ser um dos principais componentes da sua coma, por se encontrar demasiado longe do Sol para a água sublimar.

### Órbita

Órbita de Quíron comparada com as órbitas de Júpiter, Saturno, Úrano e Neptuno.

A órbita de Quíron é bastante excêntrica (0.37), atingindo o periélio numa área interior à de Saturno e afélio no limite interior à de Úrano. Não chega a ser afetado por este último, visto que se aproxima da órbita de Úrano quando o planeta se apresenta na metade oposta da sua trajetória à volta do Sol, mas sofre interações ocasionais com Saturno quando passa mais próximo deste.
Tal como Quíron, pensa-se que a maioria dos centauros é originária da cintura de Kuiper; possuem órbitas instáveis, sendo afetados pela gravidade dos gigantes gasosos do Sistema Solar exterior, pelo que a previsão das suas órbitas num futuro distante apresenta incertezas, podendo mudar radicalmente de posição, serem capturados pelos planetas exteriores, colidirem com estes ou com o Sol, ou chegarem até a ser lançados para fora do Sistema Solar.

## Anéis
Quíron possivelmente tem anéis, semelhantes aos anéis mais bem estabelecidos de 10199 Cáriclo. Com base em eventos de ocultação inesperados observados em dados de ocultação estelar obtidos em 7 de novembro de 1993, 9 de março de 1994 e 29 de novembro de 2011, que foram inicialmente interpretados como resultantes de jatos associados à atividade semelhante a um cometa de Quíron, os anéis de Quíron são propostos como tendo 324 ± 10 quilômetros de raio e nitidamente definidos. Sua mudança de aparência em diferentes ângulos de visão pode explicar amplamente a variação de longo prazo no brilho de Quíron e, portanto, as estimativas de albedo e tamanho do objeto. A largura, a separação e as profundidades ópticas dos anéis são quase idênticas às dos anéis de Cáriclo, indicando que o mesmo tipo de estrutura é responsável por ambos. Além disso, ambos os anéis estão dentro de seus respectivos limites de Roche.